# Aikoku Kōtō
El Aikoku Kōtō (愛国公党 Partido Público de los Patriotas?) era un partido político en el Japón del período Meiji.
El Aikoku Kōtō se formó en enero de 1874 por Itagaki Taisuke, Etō Shinpei, Gotō Shōjirō y otros como parte del Movimiento por la Libertad y los Derechos del Pueblo. Su propósito era solicitar al gobierno de Meiji que estableciera una asamblea nacional. Temiendo el arresto luego de la fallida rebelión de Saga, Itagaki la disolvió poco después de su fundación.
Sin embargo, Itagaki revivió el partido en la década de 1890, y luego se fusionó con el Jiyutō.
El Aikoku Kōtō puede ser considerado como el primer partido político en Japón. No debe confundirse con el movimiento Aikokusha o con movimientos ultranacionalistas posteriores con nombres similares.